# Engutoto (Arusha)
Engutoto è una circoscrizione urbana (urban ward) della Tanzania situata nel distretto urbano di Arusha, regione di Arusha. Conta una popolazione di 7 426 abitanti (censimento 2012).